# Jacquemontia lorentzii
Jacquemontia lorentzii är en vindeväxtart som beskrevs av Albert Peter och Carl Ernst Otto Kuntze. Jacquemontia lorentzii ingår i släktet Jacquemontia och familjen vindeväxter. Inga underarter finns listade i Catalogue of Life.